# Primus Immobilien Arena
Le Primus Immobilien Arena, auparavant connu sous le nom de Frankendammsportplatz puis de Stadion der Freundschaft, est un stade omnisports allemand (servant principalement pour le football et l'athlétisme) situé dans la ville de Stralsund, en Mecklembourg-Poméranie-Occidentale.
Le stade, doté de 12 800 places et inauguré en 1938, sert d'enceinte à domicile aux équipes de football du TSV 1860 Stralsund et du FC Pommern Stralsund.

## Histoire
Au début du XXe siècle existait une prairie où paissaient les vaches sur l'actuel site du stade entre les quartiers de Franken et d'Altstadt. Des rencontres de football se jouent dans le pré de temps à autre. Un modeste terrain et une piste de course y sont créés durant la Première Guerre mondiale (souvent inondés car situés près d'un étang). La Reichsmarine, stationnée dans la Frankenkaserne sur Frankendamm, utilisé le terrain de sport à partir de 1920 pour y former des recrues.
C'est en 1938 que les autorités locales décident de faire construire sur le site un véritable stade. Les travaux du Frankendammsportplatz débutent au printemps de la même année pour se terminer quelques mois plus tard à l'automne. Il est tout d'abord réservé aux marins, puis devient un stade communal ouvert à tous après la Seconde Guerre mondiale.
En 1953, il prend le nom de Stadion der Freundschaft (en français : Stade de l'Amitié) et devient le stade à domicile de l'ASG Vorwärts Stralsund.
Des mâts de projecteurs sont installés dans les années 1980. Dans les années 1990, le stade reçoit un nouveau tableau d'affichage et de nouveaux sièges conformément aux directives internationales.
Depuis 2015, le stade prend le nom de Primus Immobilien Arena à la suite du contrat de naming avec l'entreprise immobilière berlinoise PRIMUS Immobilien AG..